# ザック・ペン
ザック・ペン（Zak Penn、1968年 - ）は、アメリカ合衆国の映画監督・脚本家・映画プロデューサー。

## 人物
1990年にウェズリアン大学を卒業。
1993年に『ラスト・アクション・ヒーロー』の原案を書いてキャリアをスタートさせるが、第14回ゴールデンラズベリー賞で最低脚本賞にノミネートされてしまった。2000年代後半からは、『エレクトラ』や『X-MEN:ファイナル ディシジョン』など、コミック原作の映画の脚本を書くようになり、2012年公開の『アベンジャーズ』も執筆した。

## フィルモグラフィ
- ラスト・アクション・ヒーロー Gabriel's Surprise （1993年） 原案
- PCU PCU （1994年） 脚本・出演
- GO!GO!ガジェット Inspector Gadget （1999年） 脚本
- エネミー・ライン Behind Enemy Lines （2001年） 脚本
- バクテリア・ウォーズ Osmosis Jones （2001年） 製作
- X-MEN2 X2 （2003年） 原案
- Incident at Loch Ness （2004年） 監督・脚本・製作
- サスペクト・ゼロ Suspect Zero （2004年） 原案・脚本
- エレクトラ Elektra （2005年） 脚本
- X-MEN:ファイナル ディシジョン X-Men: The Last Stand （2006年） 脚本
- The Grand （2007年） 監督・脚本・製作
- インクレディブル・ハルク The Incredible Hulk （2008年） 脚本
- アベンジャーズ The Avengers （2012年） 原案
- ATARI GAME OVER アタリ ゲームオーバー ATARI: GAME OVER （2014年）　監督
- レディ・プレイヤー1 Ready Player One (2018年) 脚本
- フリー・ガイ Free Guy （2020年） 脚本

### テレビシリーズ
- ALPHAS/アルファズ Alphas （2011年 - 2012年） 企画・製作総指揮

### ビデオゲーム
- X-Men: The Official Game （2006年） 脚本